# Liripora pseudosarniensis
Liripora pseudosarniensis is een mosdiertjessoort uit de familie van de Plagioeciidae. De wetenschappelijke naam van de soort is voor het eerst geldig gepubliceerd in 2001 door Taylor & Gordon.